# Trolleybus de Banská Bystrica
 (signalé en août 2025).
Si vous disposez d'ouvrages ou d'articles de référence ou si vous connaissez des sites web de qualité traitant du thème abordé ici, merci de compléter l'article en donnant les références utiles à sa vérifiabilité et en les liant à la section « Notes et références ».
- Archive Wikiwix
- Bing
- Cairn
- DuckDuckGo
- E. Universalis
- Gallica
- Google
- G. Books
- G. News
- G. Scholar
- Persée
- Qwant
- (zh) Baidu
- (ru) Yandex
- (wd) trouver des œuvres sur Wikidata

Le réseau de Trolleybus de Banská Bystrica a transporté ses premiers passagers le 24 août 1989. Il comporte huit lignes parcourue en 2012.

## Réseau actuel

### Aperçu général
- Ligne 1: Železničná stanica - Rooseveltova nemocnica
- Ligne 2: Železničná stanica - Vozovňa Kremnička
- Ligne 3: Vozovňa Kremnička - Rooseveltova nemocnica
- Ligne 4: Železničná stanica - HM TESCO
- Ligne 5: HM TESCO - Rooseveltova nemocnica
- Ligne 6: Železničná stanica - Tulská ulica
- Ligne 7: Železničná stanica - Internátna ulica